# Калашников, Александр (махновец)
Александр Калашников (? — 1920) — анархо-махновец, командир 1-го Донецкого корпуса РПАУ.

## Биография
Александр родился в конце девятнадцатого века в городе Баку, Бакинской губернии, Российской империи.
Проживал в Гуляйполе. Секретарь группы гуляйпольских анархистов «Союза бедных хлеборобов» в 1917—1918 гг. В 1917 с группой анархистов Алексей организовал сельскохозяйственную коммуну в имении Классена.
В феврале 1919 г. Калашников командир 7-го полка. 15 марта 7 полк Калашникова занял Бердянск. В Бердянске Калашникову поручили арестовать и судить всех кто сотрудничал с белогвардейцами. В конце марта Александр вместе с своим полком направился на Мариуполь. В начале июня в полку Калашникова уже насчитывалось 7000 махновцев. В августе комиссар боеучастка Кочергин распорядился арестовать Калашникова. 19 августа махновцы восстали против красных в Новом Буге и захватили штаб Кочергина, его с женой хотели расстрелять, но Александр за них заступился и фактически их спас. 30 августа на станции Помошной Александр с боем взял два бронепоезда с несколькими эшелонами красноармейцев, которые отступали с Одессы.
1 сентября в Добровелечковке прошло собрание повстанцев. Александра избрали Реввоенсовет РПАУ, на общем собрании обсуждалась реструктуризация армии и дальнейшие действия махновцев. В это же день Калашникова назначили командиром новосозданного 1-го Донецкого корпуса. Штарм РПАУ поставил задачу перед Калашниковым занять Екатеринослав, но он не выполнил задачу а двинулся на Кривой Рог и занял его. В Верблюжках была выделена Херсонская группа, которая должна была завернуть его на Екатеринослав. 1 октября при штарме была создана комиссия для расследования причин неисполнения приказа Калашниковым, в этот же день она была распущена, а Белаш ограничился вынесением в приказе строгого выговора. В середине октября штарм еще ожидал, что Калашников направится на Екатеринослав, но этого так и не произошло, 10 октября он прибыл в Запорожье где объяснил свои действия:
«Что же вы отобрали у меня конницу, выхватили маневровые отряды (Казанский, Ващенко, Уралов) — с чем я мог идти на Екатеринослав??»
В ноябре Калашникова назначили начальником обороны Запорожья.
29 мая 1920 махновцы заняли Александровку, в которой избрали новый состав Реввоенсовета. Калашников был избран начальником оперативного отдела СРПУ. К началу активных боевых действия частей РПАУ с красными частями во главе всех повстанческих отрядов стоял СРПУ в котор с лета входил Александр.
В конце июня 1920 г. погиб под ст. Барвенково.